# مراقبة وإدارة كيميائية
وحدة المراقبة والإدارة الكيميائية هي جزء من مقرر كيميائي يُدرّس لطلاب الثانوية في عامهم المدرسي الأخير (الصف 12) في نيوساوث ويلز، شهادة الثانوية العامة (HSC).  يدرس الطلاب أربع وحدات، 3 وحدات إلزامية وواحدة من خمس وحدات اختيارية.
الوحدات الثلاث الإلزامية هي:
- تعريف المواد وتحضيرها
- البيئة الحامضية
- المراقبة والإدارة الكيميائية

أما الوحدات الخمس الاختيارية، التي يتم اختيار واحدة منها للدراسة فهي:
- الكيمياء الصناعية
- حطام السفن والإنقاذ
- الكيمياء الطبية الشرعية
- كيمياء الحركة الحيوية
- كيمياء الفنون

وتتخصص وحدة «مراقبة وإدارة الكيمياء» في تعليم الطلاب دراسة الكيمياء:
- دور الكيميائيين في مراقبة وإدارة التفاعلات الكيميائية
- الطرق المختلفة للتحليل الكيميائي
- تحضير الأمونيا (عملية هابر/بوش)
- التوازن الكيميائي
- مبدأ لوشاتيلييه
- دور المحفزات
- تحديد المواد الكيميائية باستخدام الاختبارات الكيميائية والتحليل الطيفي
- المراقبة والإدارة الكيميائية للغلاف الجوي والممرات المائية

وقد تولى مجلس الدراسات بنيوساوث ويلز وضع مقررات المناهج الدراسية.

## وصلات خارجية
- Module syllabus